# Leptogorgia aequatorialis
Leptogorgia aequatorialis is een zachte koraalsoort uit de familie Gorgoniidae. De koraalsoort komt uit het geslacht Leptogorgia. Leptogorgia aequatorialis werd in 1918 voor het eerst wetenschappelijk beschreven door Bielschowsky. 